# Stille Omgang

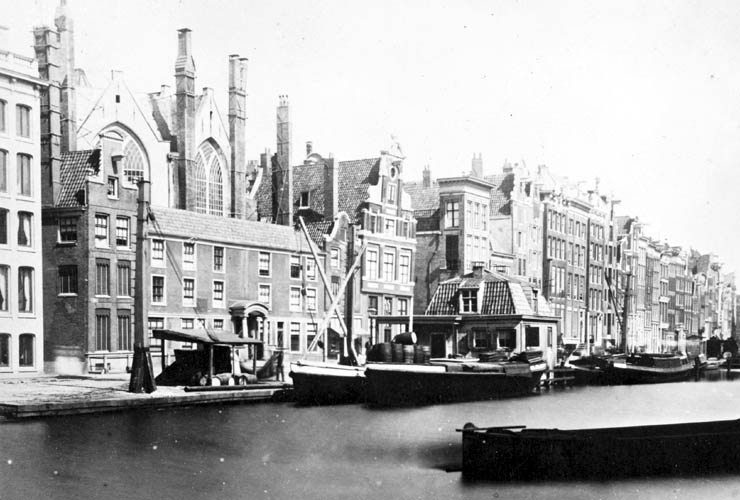
De in 1908 gesloopte Heilige Stede, met het nog niet gedempte Rokin

De Stille Omgang is een door katholieken uitgevoerde devotionele nabootsing in stilte en zonder uiterlijk vertoon van de middeleeuwse processie ter herdenking van het Amsterdamse hostiewonder uit 1345. Deze stille tocht wordt elk jaar in de nacht van zaterdag op zondag na de 15e maart gelopen in de oude binnenstad van Amsterdam. In 2016 namen zo'n 5.000 mensen deel aan de omgang. Sinds de coronapandemie is de deelname teruggelopen tot zo'n 2000.

## Geschiedenis
De Stille Omgang herdenkt het Mirakel van Amsterdam van 15 maart 1345. Een stervende man in de Kalverstraat braakte, nadat hem het viaticum (ziekencommunie) was gegeven, de heilige hostie uit tezamen met voedsel dat hij ervoor had genuttigd. Het braaksel, inclusief de heilige hostie, werd conform kerkelijk voorschrift in het haardvuur geworpen, maar de volgende ochtend werd de hostie ongeschonden in de as gevonden. Een vrouw bracht de hostie naar de pastoor, maar de volgende dag keerde de heilige hostie terug naar de woning in de Kalverstraat. Dit herhaalde zich twee keer. Dit vervolgwonder met de hostie werd gezien als een teken dat hier speciale verering aan de hostie en Christus diende te geschieden. De pastoor ging nu zelf de heilige hostie halen in het huis en bracht deze in plechtige processie naar de kerk. Het nieuws verspreidde zich snel en bedevaartgangers kwamen in groten getale naar Amsterdam. Op de plaats waar de woning had gestaan werd daarom een grote bedevaartkapel (Heilige Stede) gebouwd, die na 1578 als protestantse kerk (Nieuwezijds Kapel) ging dienen totdat het monument in 1908 werd afgebroken.
Met de Alteratie van Amsterdam in 1578 werd de middeleeuwse sacramentsprocessie ter ere van het wonder van 1345 verboden. Het uit persoonlijke devotie individueel lopen van het parcours van die processie bleef echter als een stille omgang in de 17e en de 18e eeuw wel in gebruik. Aangezien katholieken in Nederland in de 19e eeuw – niettegenstaande de godsdienstvrijheid sinds 1795 – nog steeds geen processies mochten houden (Processieverbod van 1848) zochten zij hun toevlucht tot alternatieven. Een daarvan was het doen van een collectieve stille omgang, zonder gebed, gezang, kerkelijke kledij of attributen. Een dergelijke stoet viel namelijk niet onder het processieverbod. Toen het processieverbod in de 20e eeuw werd opgeheven was met name de Stille Omgang van Amsterdam een dermate sterke traditie geworden dat die zich tot op de dag van vandaag heeft weten te handhaven.
In 1881 werd de moderne (collectieve) Stille Omgang voor het eerst door enkele personen gelopen, geïnitieerd door Joseph Lousbergh en zijn vriend Carel Elsenburg. De kapel van het Heilig Mirakel, waar omheen werd gelopen bestond toen nog, maar in 1908 werd deze kapel aan het Rokin gesloopt door de (protestantse) eigenaren, om te voorkomen dat deze "Heilige Stede" in bezit van de katholieken zou komen en ooit voor de roomse eredienst heringericht zou kunnen worden. De zoon, kleinzoon en achterkleinzoon van Carel Elsenburg zijn allen voorzitter van het Gezelschap van de Stille Omgang geweest.

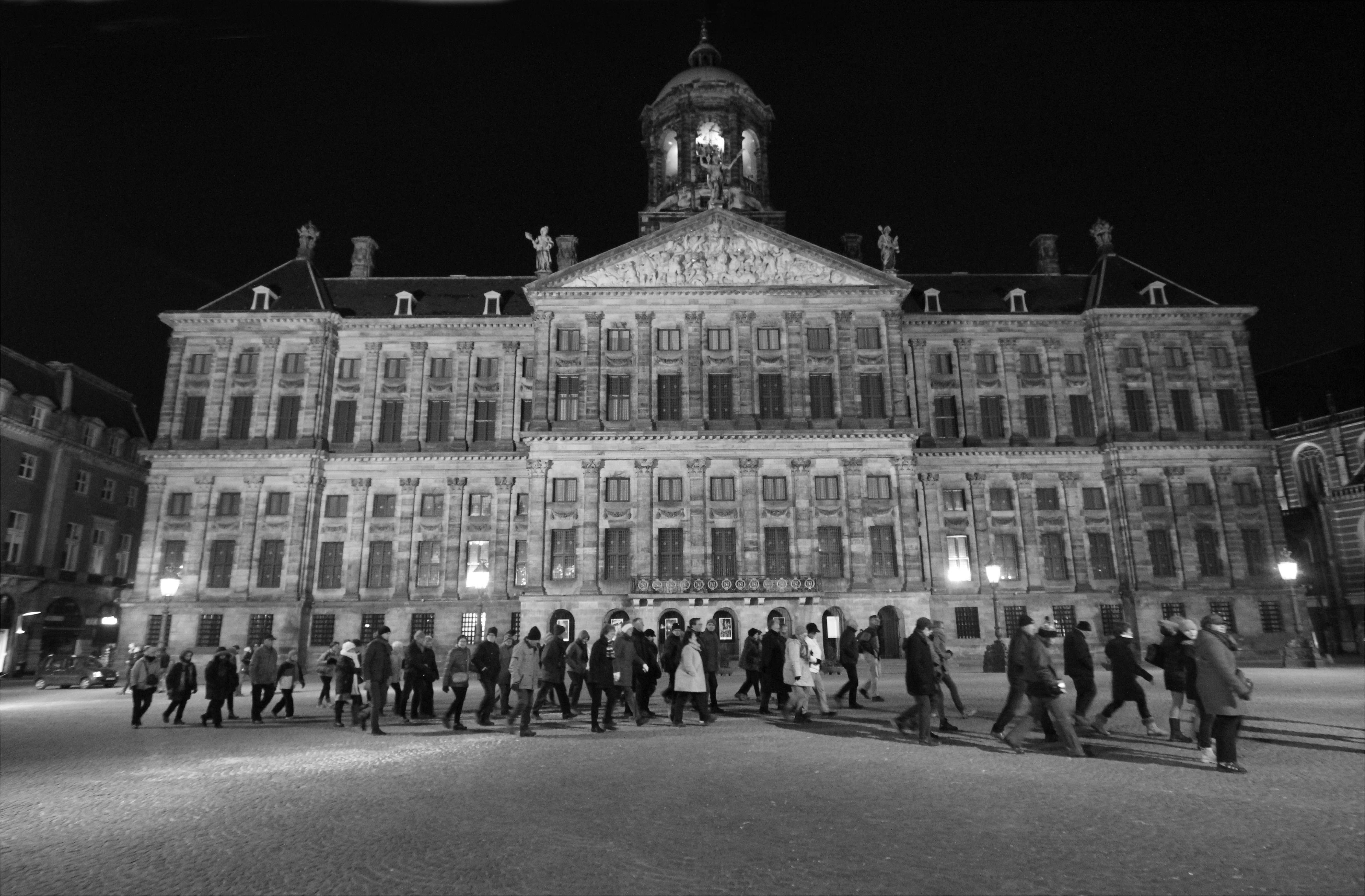
Een groep deelnemers aan de Stille Omgang uit Waalwijk passeert het voormalige stadhuis op de Dam te Amsterdam, 18 maart 2018

Om het mirakel te herdenken, lopen katholieke Amsterdammers en gelovigen van buiten de stad elk jaar een stille omgang, waarbij geen enkel woord wordt gesproken, dit vanwege het tot de grondwetsherziening in 1983 geldende grondwettelijke processieverbod in Nederland (waar sinds de Reformatie de protestantse overheid deze plechtigheden had verboden en de katholieke bedienaren vervolgd). De omgang volgt het parcours van de middeleeuwse processie: vanaf het Spui, de Kalverstraat, de Nieuwendijk, de Warmoesstraat en de Nes.
Op 18 maart 2006 werd het 125-jarig jubileum van de Stille Omgang gevierd. Het was de eerste keer dat de Omgang live op televisie werd uitgezonden. De opkomst was hoog: circa 9.000 pelgrims liepen mee. De organisatie denkt dat dit verband houdt met het jubileum. In 2007 was de opkomst volgens de voorzitter van het Gezelschap van de Stille Omgang inderdaad weer lager: naar schatting namen in dat jaar ruim 8.000 pelgrims deel. In 2008 en 2009 deden tegen de 8000 gelovigen mee aan de tocht. De laatste jaren staat het aantal deelnemers redelijk stabiel op 5000. Het is gewoonte dat de burgerlijke gemeente Amsterdam met name de exploitanten van cafés en andere horecabedrijven langs de route per brief vraagt tijdens de Ommegang gordijnen te sluiten en muziek te beperken.

## Datum van het Mirakel
Het Mirakel had plaats op de woensdag na het feest van de heilige paus en kerkleraar Gregorius de Grote in 1345. De sterfdag van deze paus werd op 12 maart gevierd volgens de toen nog gebruikte juliaanse kalender. De woensdag daarna was 15 maart. De Gregoriaanse kalender werd pas in 1582 ingevoerd en had geen invloed op de datum van het Mirakel, omdat daarbij niet aan terug-datering werd gedaan. In enkele kronieken wordt evenwel het jaartal 1342 als jaartal van het Mirakel genoemd, maar dat is toe te schrijven aan een verschrijving dan wel een paleografische foutlezing.